# Свидетели на Йехова
Свидетели на Йехова (на английски: Jehovah's Witnesses) е името на религиозно изповедание, основано през 1876 г. в Съединените американски щати и придобило сегашното си име през 1917 г. Вярванията им се отличават от тези на всички други християнски деноминации, въпреки че има отделни сходства – например, христологичните им възгледи са близки до тези на арианите. Свидетелите на Йехова вярват, че Бог има име – Йехова, а Исус Христос е Негов син, който е бил просто човек на земята, а на небето е бил и е Архангел Михаил. Те вярват, че единственото правилно тълкувание на Библията може да се извърши от 'помазани' Свидетели на Йехова в седалището на организацията в Бруклин, Ню Йорк. Те не вярват в Троицата, отричат тайнството „свещенство“, не почитат Кръста, не приемат кръвопреливане, не празнуват рождени и имени дни а и национални празници. По данни на самата организация, към 2019 г. по света има над 8,6 милиона активни Свидетели на Йехова, и посещението на Възпоменанието на смъртта на Исус Христос (Господната вечеря) е над 20,92 милиона. Регистрирани са в много държави от Европейския съюз, САЩ и други страни. По данни на Свидетели на Йехова по-малко от 1% от населението на САЩ, Бразилия, Мексико, Германия, Франция, Италия, Япония, Конго, Нигерия и Филипините са членове на организацията.

## История
Организацията Свидетелите на Йехова е създадена през втората половина на 19 век в Алегени, (Пенсилвания, САЩ), днес е част от Питсбърг, като малобройна група за изучаване на Библията от Чарлс Тейз Ръсел. През юли 1879 година излиза първият брой на списанието Zion’s Watch Tower and Herald of Christ’s Presence (Сионска стражева кула и глашатай на Христовото присъствие). До 1880 година подобни групи се създават и в околните щати. През 1881 година е основано „Сионското библейско и трактатно дружество Стражева кула“, а през 1884 година е регистрирано официално с президент Чарлс Тейз Ръсел. По-късно името на дружеството е променено на „Библейско и трактатно дружество Стражева кула“. Към 1888 година 50 души започват да пропагандират целодневно организацията по домовете.
До 1909 година дейността става международна и централата на Дружеството е преместена в Бруклин, Ню Йорк, където се намира и до днес. Скоро след това започват да разпространяват проповеди и различни публикации чрез печатни медии. През 1912 година организацията започва заснемането на озвучения филм „Фотодрама за сътворението“.
През 1916 година Чарлс Тейз Ръсел умира и година по-късно е заменен от Джоузеф Ф. Ръдърфорд. Към Стражева кула излиза притурката The Golden Age (Златният век), по-късно преименувано на Пробудете се!. През 1931 година дружеството официално приема името Свидетели на Йехова. От 20–те години на 20 век Свидетели на Йехова започват да излъчват свои радиоемисии на различни радиостанции, които към 1933 година достигат бройката 403.
По време на Втората световна война Свидетели на Йехова са забранени или преследвани в много държави, заради спазвания от тях политически и национален неутралитет.
Президентът на организацията Джоузеф Ф. Ръдърфорд умира през 1942 година и е заместен от Н. Х. Нор. През 1943 година дружеството основава мисионерското училище Библейско училище Гилеад на Дружество „Стражева кула“, учениците на което след завършване се изпращат вън от САЩ да проповядват. През 1977 година умира Н. Х. Нор, след което дружеството се управлява от членовете на Ръководното тяло, разделени в комитети и имащи дълъг опит в организационните дела.

## Критики и забрани
Поради принципите на Свидетели на Йехова да не изпълняват военна служба, да не почитат държавните символи и да искат ликвидирането на националните държави като цяло, да не приемат кръвопреливане и други в отделни периоди от съществуването си получават забрана да извършват дейност в редица държави. През 1918 година литературата, разпространявана от Свидетели на Йехова, е забранена в Канада, а в периода 1941 – 1943 година членовете и са поставени извън закона. По време на Втората световна война Свидетели на Йехова са преследвани в САЩ, Австралия, Нацистка Германия, Великобритания и други европейски държави. Тоталитарните режими в Източна и Централна Европа, включително Испания, след Втората световна война също забраняват Свидетелите. Днес Свидетели на Йехова са забранени в Китай, части на Африка, някои бивши Съветски републики, Сингапур, през 2017 година са забранени и в Русия.
В Православието Свидетели на Йехова са разглеждани като религиозна секта.